# Luis Calvo Mackenna
Luis Calvo Mackenna (1872—1937) fue un médico chileno, especializado en pediatría. Se le considera precursor de la pediatría social en Chile, difusor de la pediatría y uno de los exponentes del higienismo médico de fines del siglo XIX. Además fue impulsor del hospital pediátrico que lleva su nombre.

## Biografía

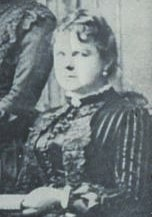
Clorinda Mackenna Serrano de Calvo

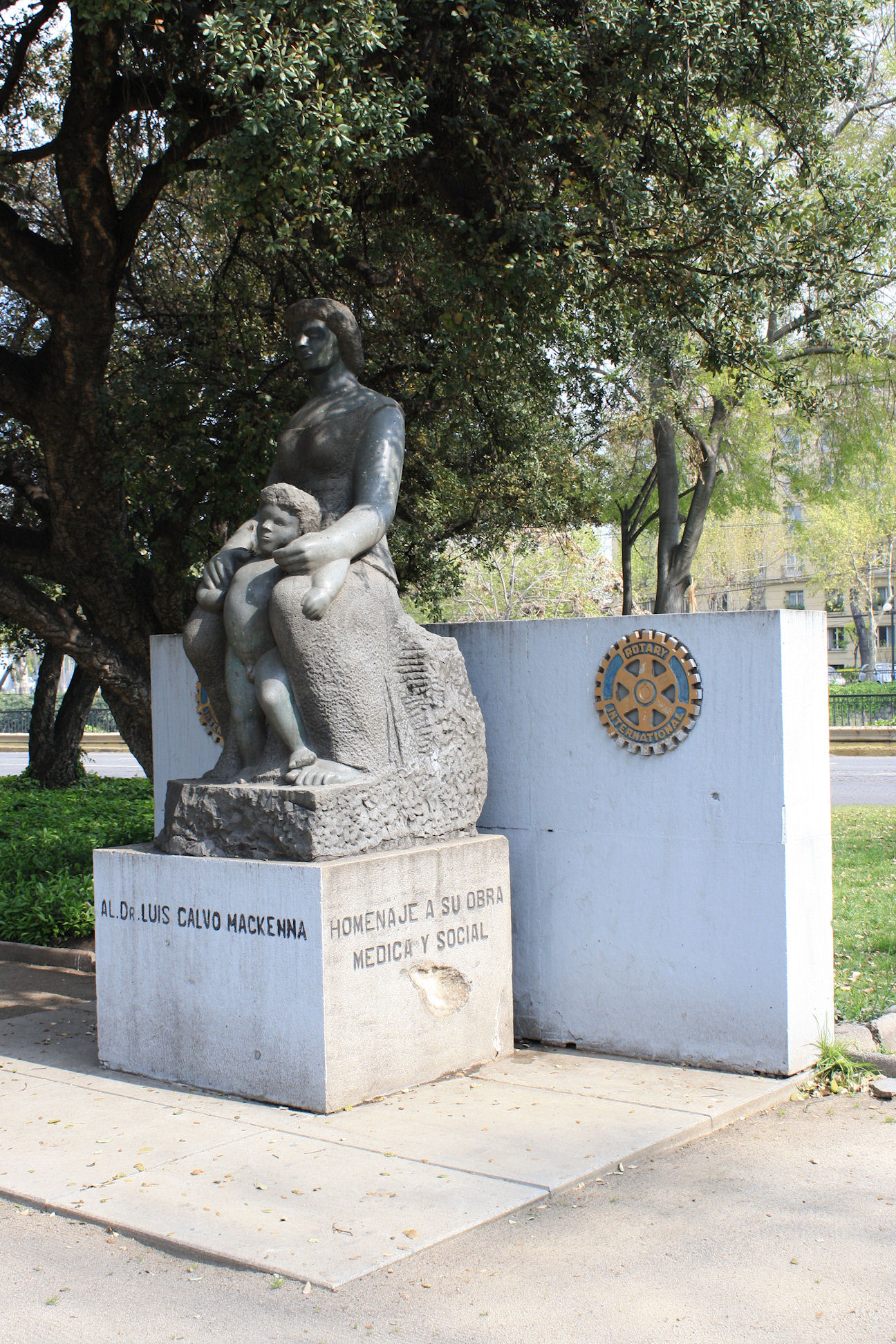
Monumento a Calvo Mackenna en Santiago.

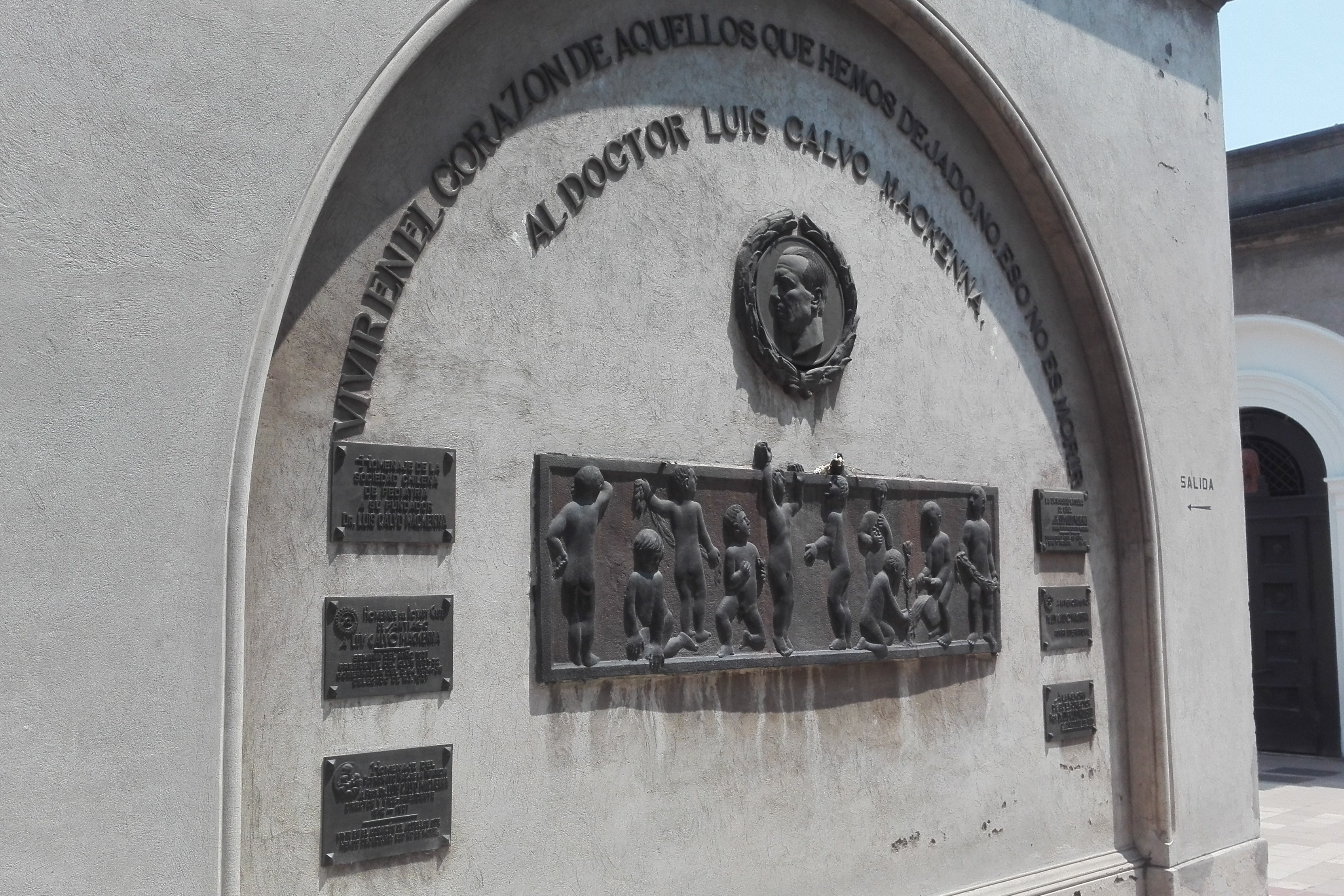
Tumba de Calvo Mackenna en el Cementerio Católico de Santiago.

Fue hijo de Manuel Antonio Calvo Ramírez-Sierra y Clorinda Mackenna Serrano, y bisnieto del General Juan Mackenna. Sus hermanos fueron Julia, Laura, Alfredo, Arturo y Jorge Calvo Mackenna. Casado con Julia Eyzaguirre Tagle, con quien no tuvo descendencia.
Trabajó en el Hospital de Niños de calle Matucana, donde sucedió como director a quien fuera su mentor, Roberto del Río, tras su muerte en 1917, y en el Patronato Nacional de la Infancia, donde impulsó los centros de atención primaria conocidos como «Gotas de Leche» a partir de 1914, y que existen hasta la actualidad. En julio de 1922 convocó a los médicos pediatras de Chile para formar la Sociedad Chilena de Pediatría, de la que fue su primer presidente.
Fue delegado oficial de Chile ante el Instituto Internacional Americano de Protección a la Infancia, desde donde surgió el «Decálogo de los Derechos del niño». En enero de 1927 se hizo cargo de la dirección de la Casa de Huérfanos, a la que, en julio de 1929, renombró como Casa Nacional del Niño; allí trabajó junto al doctor Aníbal Ariztía por la construcción de un hospital pediátrico, el que se inauguraría cinco años después de su muerte, y sería nombrado Hospital Luis Calvo Mackenna.
Falleció en 1937, y sus restos fueron enterrados en el Cementerio Católico de Santiago.

## Publicaciones
- "Lo que deben saber las madres para criar bien a sus hijos" en Primer Congreso Nacional de Protección a la Infancia (1912)
- "Propaganda de lactancia materna en las gotas de leche" en Primer Congreso Americano del Niño (1916)
- "La puericultura en Santiago" en Estudio sobre los benficios de la Cruz Roja (1927)
- "La mortalidad infantil en Chile estudiada por la Sociedad de las Naciones" en Revista Chilena de Pediatría (1930)
- "Puericultura: cooperación entre la asistencia social pública y privada" en El hospital moderno y sus relaciones con la comunidad, sus deberes mutuos (1932)
- "Aspectos sociales de la hospitalización del lactante" en Conclusiones del cuarto congreso chileno de asistencia social (1935)
- "A propósito de la Casa Nacional del Niño" en Anuario Médico Social de la Casa Nacional del Niño (1935)